# 481

## Decese
- dată necunoscută: Childeric I  (n. 436)